# قارچ تیغه‌ترد
قارچ تیغه‌ترد (نام علمی: Russula) نام یک سرده از راسته تیغه‌تردسانان است.